# دارين جيرارد
دارين جيرارد (17 أبريل 1984 - ) (بالإنجليزية: Darren Gerard)‏ هو لاعب كريكت بريطاني.